# 伊波美空
伊波 美空（いは みそら、2003年6月27日 - ）は、日本の女子バスケットボール選手である。ポジションはポイントガード。Wリーグのトヨタ紡織サンシャインラビッツ所属。

## 来歴
沖縄県出身。
桜花学園高校で全国大会優勝を経験。
2022年、トヨタ紡織サンシャインラビッツにアーリーエントリーを経て加入。